# فرانك إف. إيفيرست
فرانك إف. إيفيرست (بالإنجليزية: Frank F. Everest)‏ هو ضابط أمريكي، ولد في 13 نوفمبر 1904 في كونسيل بلوفس في الولايات المتحدة، وتوفي بنفس المكان في 10 أكتوبر 1983.